# 世界學生圍棋王座戰
世界學生圍棋王座戰（日語：せかいがくせいいごおうざせん）是世界學生的圍棋比賽。2003年開始。主辦單位為日本經濟新聞社、全日本學生圍棋聯盟。協辦單位是國際圍棋聯盟。協助贊助是(1回)富士寫真フィルム、(2回)東日本旅客鐵道。

## 成績
| 回次 | 年度 | 参加国   | 優勝者                | 2位                         | 3位                     | 4位                       | 5位                     | 6位                             |
| ---- | ---- | -------- | --------------------- | --------------------------- | ----------------------- | ------------------------- | ----------------------- | ------------------------------- |
| 1    | 2003 | 9        | 葉凌雲 （復旦大）     | 朱大明 （復旦大）           | 姜姍絹 （明知大學）     | 阿佐巧 （早稲田大）       | 施懿宸 （政治大）       | 孫昌虎 （明知大）               |
| 2    | 2004 | 10       | 劉欣 （清華大）       | 姜暘 （北京大）             | 權容武 （弘益大學）     | 金兌炫 （明知大）         | 金炯均 （韓国）         | 滝澤雄太 （早稲田大）           |
| 3    | 2005 | 10       | 聞捷 （南京郵電大学） | 温承勳 （明知大）           | 胡煜淸 （上海财经大学） | 葉暢 （上海外国語大）     | 張原榮 （国立中正大）   | 林志偉 （中華台北）             |
| 4    | 2006 | 9        | 江村棋弘 （同志社大） | 李捷（加利福尼亞大學）      | 張原榮 （国立中正大）   | 武田淳 （立命館大）       | 黄帝耀 （韓国）         | 許長立 （中華台北）             |
| 5    | 2007 | 10       | 李衍昊 （明知大）     | 村上深 （中央大）           | 王雨荍 （中国）         | 武田淳 （立命館大）       | 王景拾 （法政大）       | 趙雁培 （中国）                 |
| 6    | 2008 | 10       | 李龍煕 （明知大）     | 洪奭義 （京畿大學）         | 村上深 （中央大）       | 崔超 （上海外語大）       | 糸山剛志 （早稲田大）   | 金恩玉 （明知大）               |
| 7    | 2009 | 9        | 趙威 （上海財経大）   | 李捷（喬治梅森大學）        | 龜容珠 （明知大）       | 頼宥丞 （清華大）         | 金泰龍 （韓国）         | 高津昌昭 （立命館大）           |
| 8    | 2010 | 11       | 孟曉龍 （復旦大）     | 徐維兌 （明知大）           | 頼宥丞 （清華大）       | 山本拓徳 （慶應大）       | 林虹冰 （中華台北）     | 谷口洋平 （早稲田大）           |
| 9    | 2011 | 12       | 咸泳雨（韩）          | 杨博钧 （台）               | 王卓 （中国）           | ソン・イェスル （韓国）   | 赵威 （中国）           | ミティック・ニコラ （塞尔维亚） |
| 10   | 2012 | 9        | 徐进（中）            | 徐维兑 （韩）               | 李源鲲 （中国）         | 羅聖傑 （中華台北）       | キム・スーヤン （韓国） | 田中伸幸 （立命馆大学）         |
| 11   | 2013 | 12       | 金有焕（韩）          | 苏广悦 （中）               |                         |                           |                         |                                 |
| 12   | 2014 | 12       | 王琛（中）            | 钟承恩（台）                |                         |                           |                         |                                 |
| 13   | 2015 | 12       | 苏广悦 （中）         | 叶罡廷（台）                |                         |                           |                         |                                 |
| 14   | 2016 | 12       | 大関稔 （専修大）     | 鐘承恩 （中華台北）         | 王琳 （中国）           | 黄翰韜 （オーストラリア） | 金在承 （韓国）         | 朱海晨 （美国）                 |
| 15   | 2017 | 12       | 大関稔 （専修大）     | サンジョップ・リー （美国） | 楼雲逍 （中国）         | 林曉彤 （中華台北）       | 宋在桓 （韓国）         | 曾平心丹羽隼也 （中華台北）     |
| 16   | 2018 | 12       | 白雲起 （韓国）       | 司馬 旭 （中国）            | 呉 明珠 （韓国）        | 大関 稔 （専修大）        | 陳 芊瑜 （中華台北）    | 鹿 耘漢 （中華台北）            |
| 17   | 2019 | 12       | 大関 稔 （専修大）    | サンジョップ リー （美国）  | 楼 雲逍 （中国）        | 林 曉彤 （中華台北）      | 宋 在桓 （韓国）        | 曾 平心 （中華台北）            |
| 18   | 2020 | （中止） |                       |                             |                         |                           |                         |                                 |

## 外部連結
- 日本経済新聞「学生王座戦」 （页面存档备份，存于）
- 全日本学生囲碁連盟「世界学生囲碁王座戦」